# قصر ثقافة
قصر الثقافة (بالروسية: Дворец культуры) كان مركزا للأنشطة الثقافية المختلفة في الاتحاد السوفييتي وقد أنشئت قصور ثقافة في بعض الأقطار العربية محاكاة لهذا النموذج مثل الهيئة العامة لقصور الثقافة في مصر.

## معرض الصور

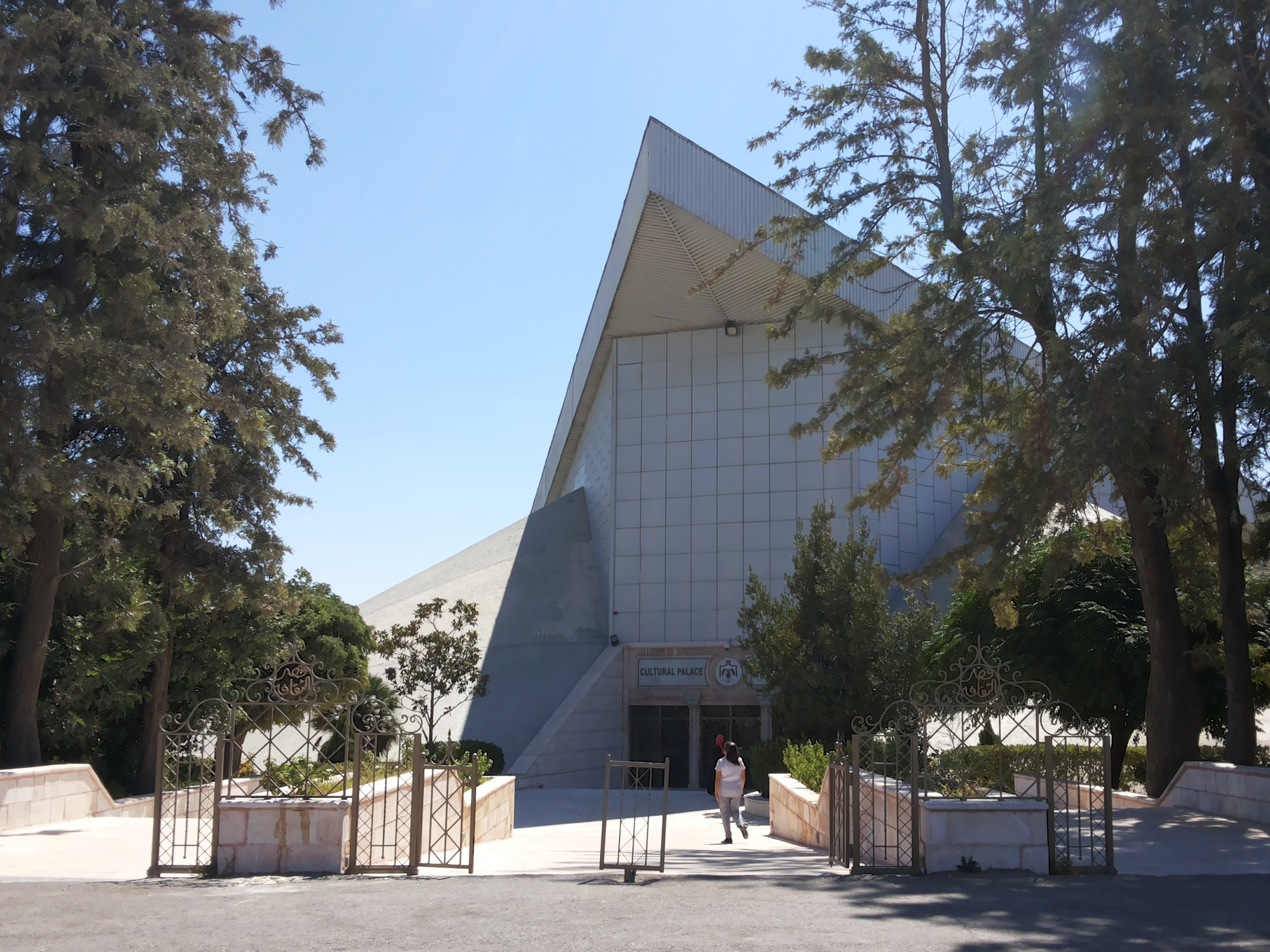
قصر ثقافة مدينة الحسين للشباب في عمّان
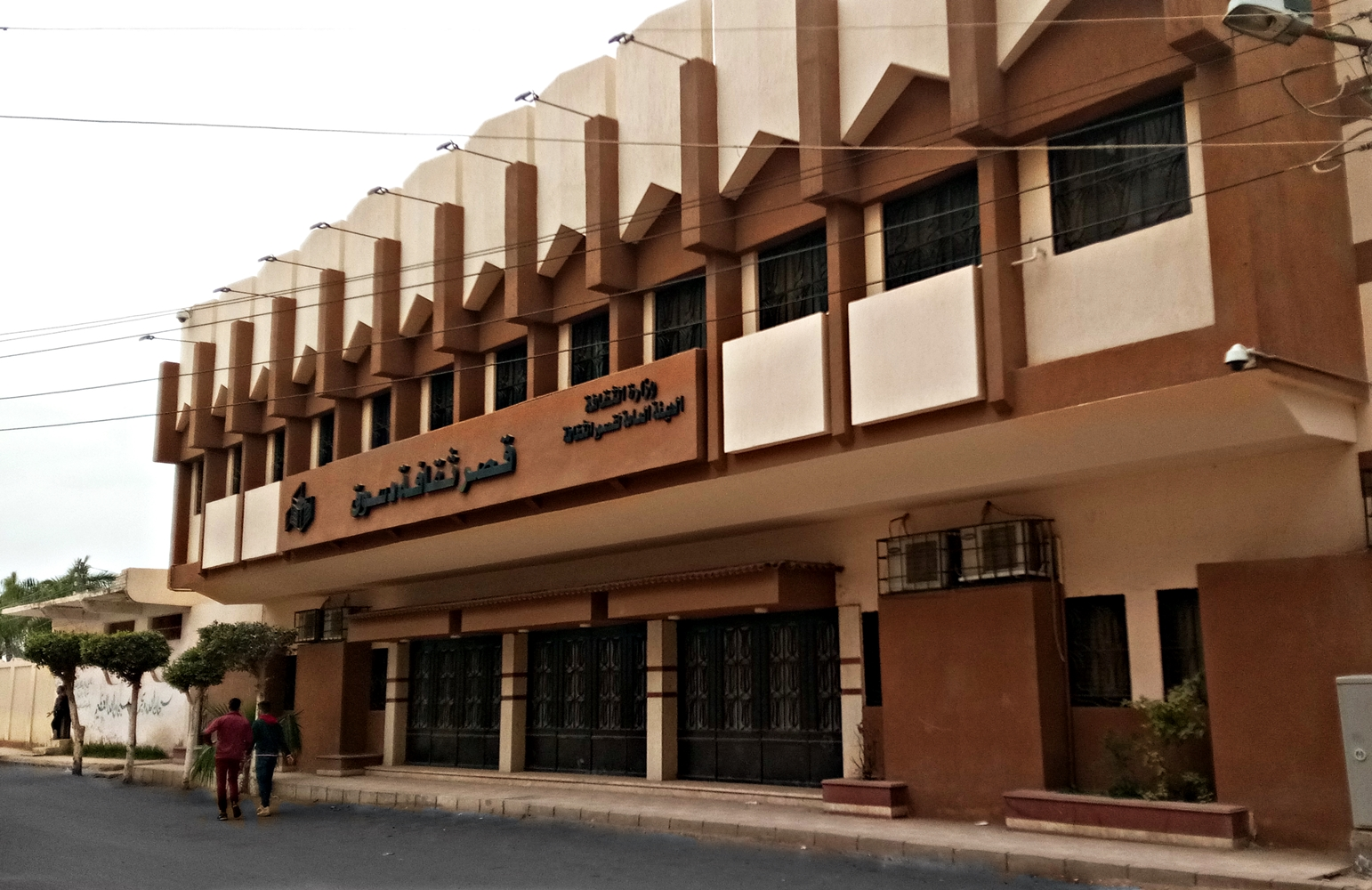
قصر ثقافة دسوق